# Falciot cuaforcat menut
El falciot cuaforcat menut (Panyptila cayennensis) és una espècie d'ocell apodiforme de la família Apodidae que habita en Centre i Sud-amèrica.
Mesura entre 13 i 14 cm de longitud i pesa al voltant de 18 g. Té plomatge negre, amb el pit de color blanc. Té el bec i les potes negres i la seva cua és ahorquillada. El seu niu mesura 1 m de llarg i té forma de màniga. Posen 2 o 3 ous i es reprodueixen de gener a juny. S'alimenten d'insectes.